# Букош (Вучитрн)
Букош (алб. Bukosh) насеље је у општини Вучитрн на Косову и Метохији. Према попису становништва на Косову 2011. године, село је имало 1.171 становника

## Географија
Село је на валовитом земљишту, разбијеног је типа, оранице са смоничавом и растреситом земљом на којој успевају све житарице. Букош је смештен на падини планине Чичавице. Удаљено око 5 km од Вучитрна, са надморском висином од 520 до 650 м. Дели се на Главицу и Доњу махалу, које су такође разбијене на групице од 2–3 куће, па и на усамљене куће. Удаљење измећу махала је 1 km. Кроз село протиче Језерски поток. У центру постоји један храст испод којег извире вода. Предање каже да је храст посадио Свети Сава, а неки кажу да је још старији. Чињеница је да је храст стар неколико стотина година.

## Историја
Букош се први пут помиње 1530. у османском дефтеру. године, као село у Вучитрнском санџаку. Забележен је 1566–1574. дефтеру у Вучитрнском санџаку. Букош је 1689. године, био на аустријској мапи. При досељењу Албанци су око 1820. године затекли су српско становништво, које се по доласку мухаџири 1878. године раселило. Село се помињало и у Косовском вилајету у 1893, 1896. и 1900. години. Предак Арбанаса Бековића из Врнице, Емин Бека, при свом досељењу из Малесије око 1830. затекао је Букош као чифлик Махмуд-бега Вучитрнског, на коме су живели Срби. Срби су се раселили по настањењу мухаџира из Топлице 1878. После Првог светског рата, приликом досељавања колониста 1922. 25 године затекли су 5 кућа Албанаца, који су сами заузимали и крчили земљу која је припадала по турским законима неком бегу из Вучитрна. Насељеничких кућа дошло је 43, а насељеници који су добили земљу (утрину) о државе и наставили живот. Село има два своја гробља, која су до почетка рата 1999. била прилично очувано.

## Порекло становништва по родовима
Подаци о броју кућа и пореклу становништва су из 1935. године.
Албански мухаџири
- Меана (3 кућа) и Вршевц (2 кућа), од фиса Кељменди. Досељени су 1878. из Механе и Вршевца у Топлици. Иако су ови и још неки исељеници мухаџирски родови сами крчили земљу, господар чифлика (Хаџи Таир Мађунски из Вучитрна) полагао је право и на необрађену земљу у атару села.

Колонисти
из Лике
- Кордић (1 кућа) 1922. из Рамног Поља.
- Лончар (1 кућа) 1922. из Врховина.
- Бубало (3 кућа) 1922. из Коренице.
- Варда (1 кућа) 1922. из Капеле.

из Славоније
- Радмановић (1 кућа) 1922. из Вировитице.

из Црне Горе
- Станишић (1 кућа) 1922. из Винића.
- Павићевић (1 кућа) 1922. из Орје Луке
- Стојовић (1 кућа) 1926. из Гостине (Даниловград).
- Милошевић (7 кућа) 1922. из Лијеве Ријеке (Васојевићи).
- Павловић (2 кућа) 1922. из Жупе никшићке.
- Кривокапић (2 кућа) 1922. из Цуца.
- Ивановић (3 кућа) 1924. из Врбице (Подгорица).
- Перић (1 кућа) 1928. из Орахова (Кучи).

из Херцеговине
- Јањић (1 кућа) 1922. из Убоске (Љубиње).
- Илић (1 кућа) 1925. из Звијерине (Билећа).

из Србије
- Ђурић (1 кућа) 1922
- Челић (1 кућа). из Равништа (Копаоник)
- Станисављевић (1 кућа).
- Антић (1 кућа).
- Савић (1 кућа).
- Михајловић (1 кућа).
- Радивојевић (1 кућа.) 1925. из Блажева (Копаоник).
- Марјановић (1 кућа.) 1925. из Рудника (Метохија).
- Ђукић (2 кућа) 1922.
- Костић (1 кућа.) 1925. из Јабуке (Ибарски Колашин).
- Васовић (1 кућа.).
- Радуловић (1 кућа).
- Јакшић (1 кућа).
- Божовић (1 кућа).
- Компировић (1 кућа) 1925. из Радић-Поља и општине радићпољске (Ибарски Колашин).

## Учесници ослободилачких ратова 1912—1918.
- Ђукић Јорго, Топлички устанак
- Ивановић Петар, Мојковачка битка
- Милошевић Батрић, Мојковачка битка
- Милошевић Мато, Мојковачка битка
- Милошевић Новеља, Мојковачка битка
- Милошевић Панто, Мојковачка битка
- Михаиловић Алекса, Солунски фронт
- Савић Душан, Топлички устанак
- Савић Светислав, Солунски фронт
- Стојовић Никола, Мојковачка битка
- Станисављевић Миљурко, Топлички устанак
- Челић Спасоје, Солунски фронт

## У логорима и заробљеништву 1941—45
- Варда Никола, Немачка
- Ђурић Никола, Немачка
- Илић Душан, Немачка
- Милић Добрија, Немачка
- Михаиловић Драгомир, Немачка
- Милошевић Радоња, Немачка
- Станисављевић Драгомир, умро у Италији
- Станисављевић Радомир, Немачка

## Учесници Другог светског рата
- Бубало Ђуро
- Бубало Милан
- Бубало Петар
- Влаховић Љубомир
- Ђукић Вукоје
- Ивановић Алекса
- Ивановић Зорка
- Ивановић Мирко
- Ивановић Милош
- Ивановић Рафајло
- Јакшић Милица
- Костић Драгутин
- Костић Милутин
- Китановић Блажо
- Кривокапић Владо
- Лекић Владимир
- Милошевић Мило
- Милошевић Милан
- Милошевић Радојица
- Милошевић Спасоје
- Радмановић Никола
- Радмановић Павле
- Радмановић Петар
- Стојовић Живко
- Стојовић Радован
- Станисављевић Борисав
- Милошевић Милосав[8]

## Погинули у другом светскомг рату (1941—47)
- Влаховић Љуобмир, Краљево, 1944
- Ђукић Вукоје, правник, Босна 1944
- Ивановић Милош, студент, Краљево, 1941
- Китановић Блажо, Фрушка гора, 1945
- Милошевић Мило, Гњилане, 1945
- Милошевић Милан, Слаковце - Вучитрн 1945
- Стојовић Живко, Сремски фронт, 1945
- Радмановић Павле, Ибраска долина 1941. (од балиста)

## Жртве Другог светског рата
- Ђурић Лазар, изведен из куће 1941, без драга од балиста
- Ивановић Драгиша, стрељан у Краљеву 1941.
- Ивановић Љубица, стрељану у Краљеву 1941.
- Ивановић Радмила, Канарево 1941.
- Ивановић Саво, стрељан у Краљеву 1941.
- Илић Андрија, на њиви 1941.
- Ивановић Лазар, у кући 1941.
- Ивановић Никола, Канарево 1944.[9]

## Одсељени 1941—93
- Антић Милосав 1993, са 15 чл, Крагујевац
- Бубало Ђуро 1951, са 7 чл, Краљево
- Бубало Петар 1980, са 6 чл, централна Србија, непозн.
- Варда Богдан 1966, са 4 чл, Подујево, Крушевац
- Варда Никола 1974, са 5 чл, Смедерево
- Варда Миро 1980, са 6 чл, Сплит
- Васовић Милован 1966, са 4 чл, Краљево
- Ђукић Љубо 1966, са 6 чл, Крагујевац
- Илић Александар 1980, са 5 чл, централна Србија, непозн.
- Илић Видак 1980, са 5 чл, Краљево
- Илић Јанко 1980, са 5 чл, Београд
- Илић Милован 1980, са 5 чл, Косовска Митровица
- Илић Михаило 1980, са 5 чл, Београд
- Илић Саво 1980, сам, Приштина
- Ивановић Божо 1981, са 5 чл, Косовска Митровица
- Ивановић Илија 1959, са 8 чл, Краљево
- Ивановић Лазар 1958, са 5 чл, Београд
- Јањић Милан 1958, са 6 чл, Врњачка Бања
- Јањић Шћепан 1967, са 5 чл, Младеновац
- Лончар Илија 1966, са 3 чл, Обилић
- Кордић Иван 1974, са 6 чл, Обилић
- Кордић Иван 1974, са 6 чл, Степојевац
- Кордић Милан 1966, са 6 чл, Косовска Митровица
- Костић Милутин 1941, са 3 чл, Зубин Поток
- Кривокапић Владо 1967, са 5 чл, Краљево
- Кривокапић Лазар 1955, са 7 чл, централна Србија, непознато.
- Кривокапић Симо 1955, са 3 чл, Зеленика, Бока Которска
- Миловић Добрија 1941, са 10 чл, Звечан
- Миловић Милија 1941, са 5 чл, Звечан
- Милошевић Бајо 1953, са 4 чл, Крушевац
- Милошевић Војо 1962, сам, Ушће, Рашка
- Милошевић Драган 1976, са 4 чл, Београд
- Милошевић Милосав 1953, са 4 чл, Крушевац
- Милошевић Ненад 1976, са 4 чл, Београд
- Милошевић Радоња 1981, са 4 чл, Београд
- Милошевић Радојица 1962, са 8 чл, Неготин
- Милошевић Филип 1953, са 7 чл, Крушевац
- Марјановић Благоје 1981, са 4 чл, Косовска Митровица
- Павловић Вуле 1975, са 6 чл, Краљево
- Павловић Нешко 1975, са 9 чл, Аранђеловац
- Радмановић Лука 1946, са 2 чл, Банат
- Радмановић Никола 1975, са 3 чл, Крагујевац
- Радмановић Петар 1975, са 5 чл, Крагујевац
- Радивојевић Мирко 1953, са 1 чл, Косовска Митровица
- Станисављевић Бора 1968, са 2 чл, Смедерево
- Станисављевић Борис 1968, са 9 чл, Смедерево
- Станисављевић Сара 1941, са 3 чл, Краљево
- Станисављевић Миле 1968, са 7 чл, Крушевац
- Савић Светослав 1984, са 2 чл, Баточина
- Стојовић Драгољуб 1977, са 4 чл, Обреновац
- Стојовић Радован 1981, са 6 чл, Крагујевац
- Челић Манојло 1967, са 5 чл, Краљево
- Челић Момчило 1967, са 4 чл, Неготин
- Челић Ратомир 1967, са 3 чл, Неготин
- Челић Раденко 1960, са 2 чл, Вучитрн
- Челић Ранко 1974, са 1 чл, Приштина
- Челић Драган 1993, са 5 чл, Приштина

Свега 63 домаћинстава са 307 чланова. Године 1998. у овом селу живело је 33 српских домаћинстава са 122 члана, од тога 15 старачких са 30 чланова.

## Демографија
| Година          | 1574           | 1913 | 1921 | 1923           | 1948 | 1953 | 1961 | 1971 | 1981 | 1991 | 2011 |
| --------------- | -------------- | ---- | ---- | -------------- | ---- | ---- | ---- | ---- | ---- | ---- | ---- |
| Број становника | 14 домаћинства | 259  | 160  | 31 домаћинства | 345  | 375  | 484  | 566  | 867  | 843  | 1171 |

|  |

### Становништво по националности
| Националност | Број  | %     |
| Албанци      | 1,162 | 99.23 |
| Ашкалије     | 9     | 0.77  |

Према попису из 2011. године, Албанци чине 99,23% популације.